# Station Trilport
Station Trilport is een spoorwegstation aan de spoorlijn Noisy-le-Sec - Strasbourg-Ville. Het ligt in de Franse gemeente Trilport in het Franse departement Seine-et-Marne (Île-de-France).

## Geschiedenis
Het station werd op 26 augustus 1849 geopend bij de opening van de sectie Meaux - Epernay. Sinds zijn oprichting is het eigendom van de Société nationale des chemins de fer français (SNCF).

## Ligging
Het station ligt op kilometerpunt 50,240 van de spoorlijn Noisy-le-Sec - Strasbourg-Ville.

## Diensten
Het station wordt aangedaan door verschillende treinen van Transilien lijn P:
- Tussen La Ferté-Milon en Meaux. In de spits rijden bepaalde treinen door naar Paris-Est.
- Tussen Paris-Est en Château-Thierry.

## Vorige en volgende stations
| Richting             | Vorig station | Lijn    | Volgend station          | Richting        |
| -------------------- | ------------- | ------- | ------------------------ | --------------- |
| Meaux (of Paris-Est) | Meaux         | Trans P | Isles-Armentières-Congis | La Ferté-Milon  |
| Paris-Est            | Meaux         | Trans P | Changis-Saint-Jean       | Château-Thierry |